# Günthersdorf (Helmbrechts)
Günthersdorf ist ein Gemeindeteil der Stadt Helmbrechts im Landkreis Hof (Oberfranken, Bayern). Günthersdorf liegt in der Gemarkung Baiergrün.

## Geografie
Der Weiler liegt unmittelbar nördlich des rechten Ufers des Edlendorfer Baches, der auch Erlenbach genannt wird. Er liegt gegenüber von Edlendorf und bildet zusammen mit diesem Dorf einen Zwillingsort. Eine Gemeindeverbindungsstraße führt nach Volkmannsgrün zur Staatsstraße 2195 (1,9 km nordwestlich) bzw. nach Edlendorf (0,2 km südöstlich).

## Geschichte
Der Ort gehörte einst zum Amt Schauenstein, das ein Verwaltungsdistrikt des von einer Nebenlinie der Hohenzollern regierten Markgraftums Brandenburg-Bayreuth war, während das ebenfalls hohenzollernsche Edlendorf zum Stadtrichteramt Münchberg gehörte.
Günthersdorf gehörte zur Realgemeinde Volkmannsgrün. Gegen Ende des 18. Jahrhunderts bestand Günthersdorf aus neun Anwesen (2 Dreiviertelhäuser, 4 Dreiachtelhäuser, 3 Tropfhäuser). Die Hochgerichtsbarkeit stand dem bayreuthischen Vogteiamt Schauenstein zu. Das bayreuthische Kastenamt Kulmbach war Grundherr sämtlicher Anwesen.
Von 1797 bis 1810 unterstand Günthersdorf dem Justiz- und Kammeramt Naila. Infolge des Ersten Gemeindeedikts wurde Günthersdorf dem 1812 gebildeten Steuerdistrikt Volkmannsgrün und der zugleich entstandenen Ruralgemeinde Volkmannsgrün zugewiesen. Im Zuge der Gebietsreform in Bayern wurde Günthersdorf am 1. Januar 1972 nach Schauenstein eingemeindet. Am 1. Mai 1978 kam es zur Umgliederung nach Helmbrechts.

### Baudenkmäler
In Günthersdorf gibt es drei Baudenkmäler:
- Haus Nr. 1: Dreiseithof am östlichen Ortsrand, zu dem ein zweigeschossiges Wohnstallhaus mit Halbwalmdach gehört;
- Haus Nr. 6: Wohnstallhaus mit Frackdach sowie teilweise verbrettertem Fachwerkobergeschoss im südwestlichen Ortsgebiet;
- Zweibogige Brücke über die Selbitz etwa 700 Meter westlich des Ortes.

### Einwohnerentwicklung
| Jahr      | 1819   | 1861   | 1871   | 1885   | 1900   | 1925   | 1950   | 1961   | 1970   | 1987  |
| Einwohner | 52     | 79     | 68     | 63     | 63     | 50     | 66     | 44     | 40     | 24    |
| Häuser    |        |        |        | 9      | 10     | 10     | 9      | 9      |        | 9     |
| Quelle    | [ 10 ] | [ 11 ] | [ 12 ] | [ 13 ] | [ 14 ] | [ 15 ] | [ 16 ] | [ 17 ] | [ 18 ] | [ 1 ] |

## Religion
Günthersdorf ist seit der Reformation evangelisch-lutherisch geprägt und bis heute nach St. Bartholomäus (Schauenstein) gepfarrt.

## Trivia
Am 13. Februar jeden Jahres wird der sogenannten „Schlacht zwischen Edlendorf und Günthersdorf“ gedacht, einer tätlichen Auseinandersetzung, die sich die Bewohner beider Orte geliefert hatten.